# سرخس فرجينياني
سرخس فرجينياني (الاسم العلمي: Polypodium virginianum) هو نوع نباتي يتبع جنس السرخس من فصيلة السرخسية.